# Altica cuprascens
Altica cuprascens är en skalbaggsart som beskrevs av Willis Blatchley 1910. Altica cuprascens ingår i släktet Altica och familjen bladbaggar. Inga underarter finns listade i Catalogue of Life.